# Кларк, Чарльз Иванович
Чарльз Иванович (Джонович) Кларк (латыш. Čārlzs Edvards Klarks; 31 мая 1867, Рига — 3 июня 1942, Рига) — латвийский инженер-судостроитель, преподаватель Рижского политехникума. Представитель известного в Лифляндской губернии шотландского рода Кларков.

## Семья
Он был одним из сыновей адъюнкт-профессора Рижского политехникума Джона Кларка, преподававшего черчение и рисование. Джон рос и учился в Великобритании и, перебравшись в Ригу, сохранил английское подданство, что в общем было характерно для представителей британской диаспоры в Прибалтийском крае. Матерью Чарльза была дочь ректора Дерптского университета Вильгельмина фон Хавнер (Гаффнер). (Браки между выходцами из Туманного Альбиона и остзейскими барышнями были тогда нередки, например мэр Риги в начале XX столетия Джордж Армитстед был женат на представительнице известного в Лифляндской губернии остзейского рода Пихлау (Pyhlau)).
Младший брат Чарльза Бруно Джонович Кларк (1879—1930) также стал инженером, учился и преподавал в Рижском политехникуме, был техническим директором Выксунских заводов Приокского горного округа, завода «Динамо», Московского электролампового завода имени Куйбышева (МЭЛЗ), был избран членом ВЦИК.

## Жизнь и деятельность до начала Первой мировой войны
Чарльз Кларк учился в школе Фромма и городской классической гимназии, после чего поступил в Рижский политехникум, который окончил с отличием в 1894 году.
Вскоре после получения высшего образования Чарльз устраивается на работу в Экспериментальный судостроительный завод, где ему удалось зарекомендовать себя как талантливого и перспективного конструктора. Поработав некоторое время на судостроительном предприятии, Кларк следует по стопам отца и приходит в РПИ, где ему дают разрешение на создание новой дисциплины «Кораблестроение», бессменным преподавателем которой он становится. В 1898 году он начинает преподавать. В 1902 году получает профессорское звание. С 1905 по 1917 года Чарльз Кларк занимает пост декана механического факультета. После того, как рижскому градоначальнику Вильгельму Блумеринку, сменившему Армитстеда после 1912 года, приходит заказ на проектирование ледокола нового поколения «Пётр Великий», Чарльз Кларк принимается за работу по его созданию. Фактически Чарльз Кларк является автором проекта, по которому был построен ледокол.
Чарльз Кларк влюбился в дочь полковника царской армии А. А. Лысенко. Однако официально оформить отношения влюблённым было сложно, так как в дело вмешался конфессиональный фактор. Православная церковь требовала от Кларка смены вероисповедания на православное. Чарльз Кларк не пошёл на это, и поэтому процедура венчания прошла не в Риге, а в Берлине, где в 1897 году состоялась торжественная церемония бракосочетания приверженца реформатской веры Чарльза Ивановича Кларка и православной Надежды Александровны Лысенко. В Берлине же молодожёны провели незабываемый медовый месяц. В семье было восемь детей, каждого из которых по совместному решению супругов крестили в рижской Реформатской церкви, расположенной на улице Марсталю (строилась по рекомендации Петра I с 1717 до 1727 год).

## Жизнь Кларка в послевоенный и послереволюционный период
В связи с наступлением военных действий в 1914—1915 году происходит эвакуация предприятий, высших учебных заведений и памятников культуры из Риги, а также из ряда других городов Лифляндии, Курляндии и Эстляндии. Чарльз Кларк вместе со ставшим родным Политехникумом эвакуируется в Москву вместе со всей своей обширной семьёй. Вскоре после непродолжительного периода жизни в Москве семья Чарльза Кларка переправляется в Одессу, где её глава становится преподавателем Одесского политехнического института в 1918 году. Семья проживает в Одессе до 1923 года (до августа этого года Чарльз преподаёт в ОПИ). В этот период Кларк продолжает заниматься конструкторско-изобретательской деятельностью, следует особо отметить, что он стоит у истоков двух новых факультетов ОПИ — конструкторского и инженерно-строительного; Кларк лично проводил набор преподавателей на новые дисциплины, курировал образовательный процесс и всячески ратовал за техническое развитие института. В то же время новое руководство Латвийского университета независимой Латвии завязало с Кларком переписку, дабы зазвать перспективного кораблестроителя назад в республику без выдвижения условия прохождения процедуры оптации, то есть получение гражданства новопровозглашённой страны Кларку было обещано автоматически. В итоге после совещания с женой Кларк принимает решение принять настойчивые приглашения и вернуться на родину.
В 1923 году учёного сразу же по приезде в Латвию экстренным указом ректора ЛУ делают руководителем кафедры судостроения механического факультета ЛУ. И тут Чарльз Кларк получил возможность максимально реализовать свои изобретательские способности. Под его непосредственным проектным руководством в конце 1920-х — начале 1930-х годов в Латвии были построены суда, имеющие разную функциональную направленность: траулеры «Имант» и «Виестурс»; фактически первые латвийские субмарины «Спидола» и «Ронис»; известный латвийский ледокол «Кришьянис Валдемарс». О последнем можно сказать особо: он был выпущен на воду после 1925 года, когда в Великобритании закончилось его строительство. Его водоизмещение: 1932 брутто регистровых тонн. Его основным предназначением в Латвии межвоенного периода (официально «Кришьянис Валдемарс» являлся собственностью республики) было обеспечение продвижения торговых судов в зимний период к Рижскому порту. После провозглашения советской власти в Латвии произошла национализация ледокола, а уже после того, как грянула Великая Отечественная война, судно направляют на выполнение различных военных заданий в акваторию Финского залива. Роковым для «Кришьяниса Валдемара» стал день 28 августа 1941 года, когда нацистскими оккупационными вооружёнными формированиями был захвачен Таллин: в ходе эвакуации моряков из столицы ЭССР ледокол был потоплен немецким снарядом, спаслось лишь несколько пассажиров.
Помимо британских судоверфей республика использовала кораблестроительные предприятия Франции — большинство судов по проектам Кларка строились именно в этой стране. На территории Франции имя Чарльза Кларка получило чрезвычайно широкую известность — в 1926 году президент Франции Гастон Думерг принял решение наградить его орденом Почётного легиона. В 1928 году уже латвийские власти решили отметить его заслуги на благо отечественного кораблестроения и наградили Кларка орденом Трёх звёзд. В 1937 году последовал уход Кларка на заслуженный отдых. Последние пять лет Кларк продолжал преподавать в ЛУ несмотря на ухудшающиеся условия (языковая политика в период диктатуры Ульманиса, нацистская оккупация с 1 июля 1941 года). После смерти в Риге в 1942 году изобретателя, конструктора, виртуозного преподавателя, любимого не одним поколением студентов похоронили на Большом кладбище рядом с предками.
По технической стезе пошёл и сын Чарльза Гарри Кларк, похороненный в Риге на Покровском кладбище.